# パッカー
パッカー（英: Paccar, Inc.、NASDAQ: PCAR）は、アメリカ合衆国ワシントン州ベルビューに本社を置く大型トラックメーカーで、各地の子会社では小型・中型トラックの製造も手掛けている。

## 概要
1905年にウィリアム・ピガット（William Pigott）がシアトル・カー・マニュファクチュアリング（英: Seattle Car Manufacturing）を創業、当初は鉄道の製造や伐採も生業としていた。後にオレゴン州ポートランドのトゥーヒー・ブラザース（英: Twohy Brothers）と合併して、パシフィック・カー・ファウンダリー（英: Pacific Car and Foundry）となった。第二次世界大戦時には、アメリカ陸軍向けのM4中戦車をはじめとする各種軍需品を製造していた。
1945年ケンワースを買収してトラック市場に乗り出し、次いで1958年にはピータービルトとダート・トラック・カンパニー（英: Dart Truck Company）を買収した。1972年現社名に社名変更、1981年にイギリスのトラック・バスメーカーであるフォーデン・トラックを買収、1996年には財政難に陥っていたオランダのDAFトラックを買収した。更に6～44t級のトラックの製造能力を得るため、1998年にイギリスのレイランド・トラックを買収している。
現在ピータービルト、ケンワース、DAFの各ブランドも含めるとセミ・トレーラー・トラックの製造量がアメリカで第二位、世界で第三位の製造量となっている

## 子会社
- ケンワース
- ピータービルト
- DAFトラックス
- レイランド・トラック
- Winch (Braden, Carco and Germatic)
- PacLease
- Paccar Parts
- Paccar Financial Corp
- Paccar International
- Paccar ITD (Information Technology Division)
- Dynacraft